# Mixné Torà

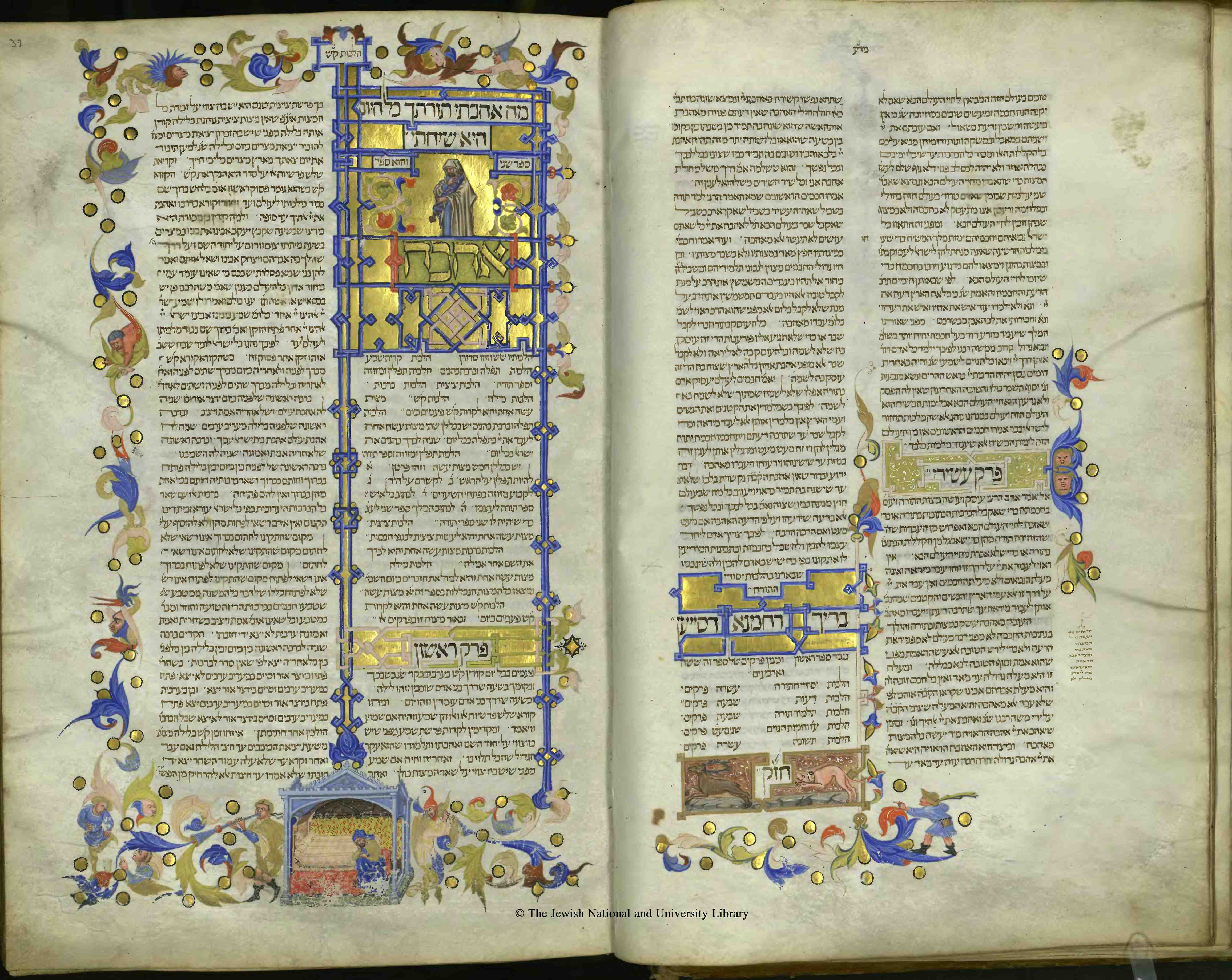
Art sefardita.
Mixné Torà (Maimònides, 1180), manuscrit hebreu copiat a Sefarad, en 1340. Pàgines del Sefer Ahavah (Llibre de l'Amor. Jerusalem, Biblioteca Nacional d'Israel.

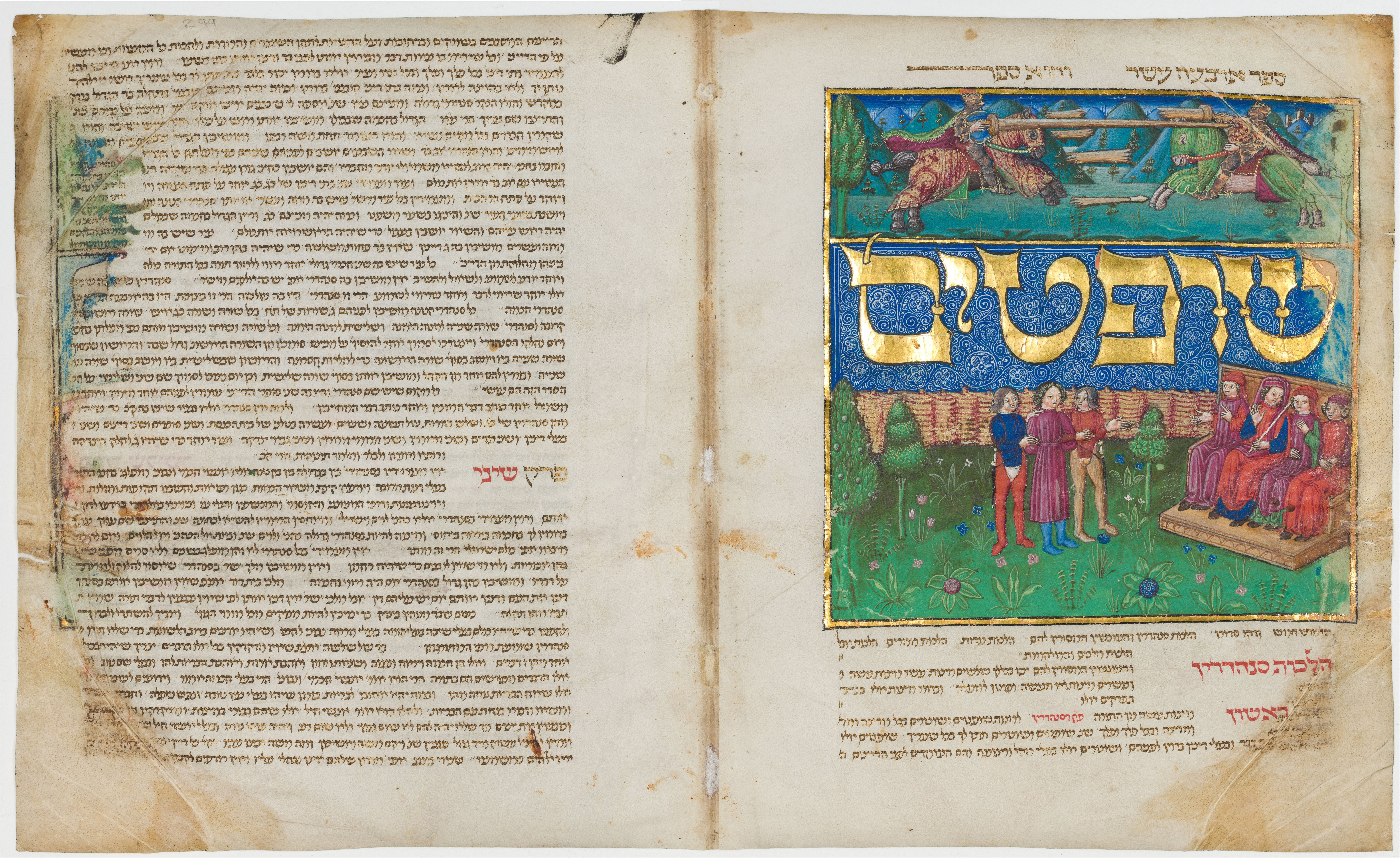
Art jueu. Manuscrit sefardita-asquenazita. Mixné Torà realitzat en 1457. Pàgines del Sefer Mishpatim (Llibre de les Lleis). Cal·ligrafia asquenazita semi-cursiva. Museu d'Israel, Jerusalem.

El Mixné Torà (en hebreu: משנה תורה) és un codi de lleis jueves religioses, realitzat per Maimònides, important autoritat sefardita, a qui també es coneix amb el nom del "Rambam", va ser compilat entre els anys 1170 i 1180, mentre Maimònides vivia a Egipte, és considerat com una de les majors obres legals de Maimònides, és una compilació sistemàtica de totes les opinions normatives de l'Halacà (la llei jueva), incorpora material del Talmud i els seus comentaris. Va ser escrit en un hebreu senzill, similar al de la Mixnà.

## Organització de l'obra
1. "Sefer HaMadà" (Llibre del Coneixement), tracta sobre els coneixements bàsics i principals de la Torà la qual són la base d'ella.
2. "Sefer Ahavà" (Llibre de l'Amor), tracta sobre les lleis que cada jueu ha d'observar com a testimoniatge de la seva fe i amor al Creador.
3. "Sefer Zemaním" (Llibre dels Temps), tracta sobre les festivitats jueves.
4. "Sefer Naixím" (Llibre de les Dones), tracta de lleis de matrimoni.
5. "Sefer Keduixà" (Llibre de la Santedat), tracta sobre les relacions sexuals prohibides, i productes d'alimentació prohibits. Es diu així perquè per aquests manaments el Poble d'Israel és santificat i diferenciat de les altres nacions.
6. "Sefer HaFlaà" (Llibre de la Separació), tracta sobre promeses i juraments, i s'anomena així perquè el que fa una promesa és separat per la seva promesa dels altres.
7. "Sefer Zeraim" (Llibre de les Llavors), tracta de les lleis i preceptes en relació amb l'agricultura de la Terra d'Israel.
8. "Sefer Avoda" (Llibre del Servei Diví), tracta sobretot el treball del Temple, i la seva adoració, i les ofrenes comunitàries.
9. "Sefer Korbanot" (Llibre dels Sacrificis), tracta de les lleis per a les ofrenes privades que es portaven al Temple, a diferència de les ofrenes que pertanyien a la comunitat sencera.
10. "Sefer Taharà" (Llibre de la Puresa), tracta de les regles de la puresa ritual.
11. "Sefer Nezikim" (Llibre dels Danys), tracta del dret penal.
12. "Sefer Kinian" (Llibre de l'Adquisició), tracta de les lleis de la compra i la venda.
13. "Sefer Mixpatim" (Llibre dels Judicis), tracta del dret civil.
14. "Sefer Xoftim" (Llibre dels Jutges), tracta de les prescripcions sobre els magistrats, el Sanedrí, el Rei, els jutges, així com els deures que ells han de realitzar i les prerrogatives de les quals ells gaudeixen.

## Crítica
Moltes autoritats rabíniques de l'època van criticar que Maimònides no cita les seves fonts, fent virtualment impossible verificar la veracitat de l'obra.

## Comentaris
En totes les edicions del Mixné Torà s'inclouen els comentaris del Rabí Abraham Ben David, contemporani de Maimònides, en moltes edicions s'inclouen comentaris com el Kesef Mixné del rabí Yossef Qaro.